# Сквадрето (Бреша)
Сквадрето је насеље у Италији у округу Бреша, региону Ломбардија.
Према процени из 2011. у насељу је живело 97 становника. Насеље се налази на надморској висини од 59 м.